# Donji Emovci
Donji Emovci – wieś w Chorwacji, w żupanii pożedzko-slawońskiej, w mieście Požega. W 2011 roku liczyła 181 mieszkańców.